# Quisto sinovial

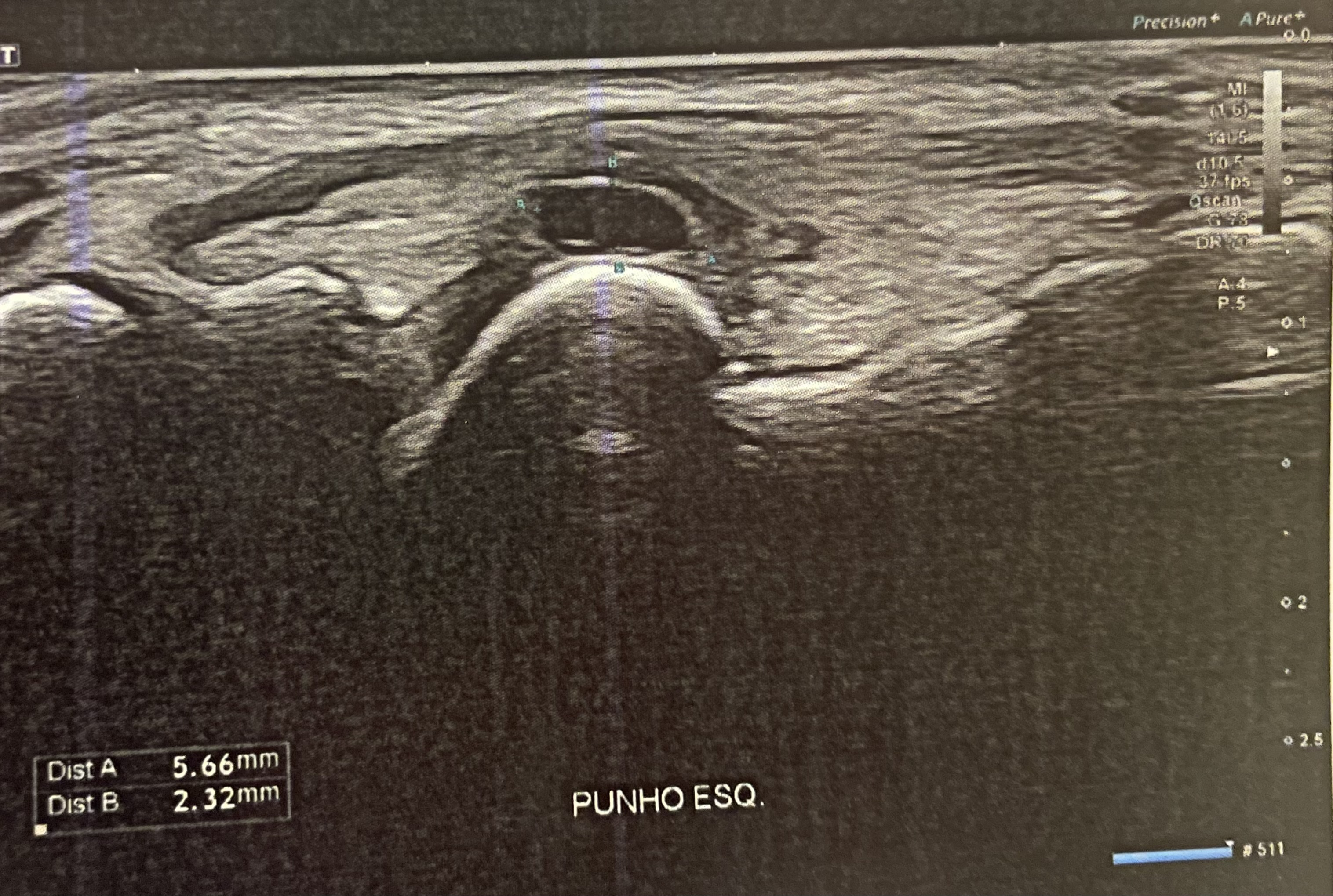
Ultrassonografia de um quisto sinovial no punho esquerdo, com medidas aproximadas de 5,66mm (esquerda-direita) e 2,32mm (cima-baixo)

Um quisto sinovial é um tumor benigno associado a uma articulação ou bainha sinovial do tendão adjacente. A localização mais comum é em redor do pulso. Em muitos casos vão-se desenvolvendo gradualmente ao longo de meses. Geralmente não se manifestam outros sintomas. Em alguns casos pode ocorrer dor ou formigueiro no local. Entre as possíveis complicações estão a síndrome do túnel cárpico ou a compressão da artéria radial.
Desconhecem-se as causas. Acredita-se que o mecanismo subjacente envolva evaginação da membrana sinovial. Entre os fatores de risco está a prática de ginástica. O diagnóstico geralmente baseia-se na observação do tumor, podendo ser apoiada por uma observação em contra-luz. Em alguns casos pode ser complementada por exames imagiológicos para descartar outras possíveis causas. Entre outras condições que manifestam sintomas semelhantes estão o lipoma, quisto epidermoide, gota e hemangioma.
Entre as opções de tratamento estão a vigilância, uso de ortóteses na articulação afetada, punção aspirativa por agulha fina ou cirurgia. Em cerca de metade dos casos o quisto desaparece espontaneamente sem qualquer tratamento. Em cada ano, cerca de 3 em cada 10 000 pessoas desenvolvem novos quistos sinovais na mão ou no pulso. A ocorrência de quistos sinovais é mais comum em mulheres jovens e de meia idade. Tentar curar a lesão com o impacto de objetos é desencorajado.